# Trans-sur-Erdre
Trans-sur-Erdre är en kommun i departementet Loire-Atlantique i regionen Pays de la Loire i nordvästra Frankrike. Kommunen ligger i kantonen Riaillé som tillhör arrondissementet Ancenis. År 2022 hade Trans-sur-Erdre 1 124 invånare.

## Befolkningsutveckling
Antalet invånare i kommunen Trans-sur-Erdre
| Referens: INSEE |